# Alexandra van Grippenberg
Alexandra Gripenberg, coneguda també com a Alexandra van Grippenberg (30 d'agost del 1857, Kurkijoki, Finlàndia-24 de desembre de 1913), va ser una activista social, autora, editora de llibres i de diaris, i política electa, va ser una veu capdavantera dins del moviment dels drets de les dones a Finlàndia a principis del segle xx. També se la va conèixer per la seva fennomania.
Va fundar la primera organització oficial de drets de les dones a Finlàndia, la Suomen Naisyhdistys (Associació Femenina de Finlàndia), a Hèlsinki el 1884. Entre 1887-1888 va viatjar a Anglaterra i als Estats Units per estudiar els moviments de dones d'aquests països. La gira va inspirar el seu llibre A Half Year in the New World (1889). Va ser tresorera del Consell Internacional de Dones durant el període 1893-1899.
Quan Finlàndia va atorgar el sufragi femení el 1906, va ser una de les deu dones conservadores elegides, juntament amb altres nou dones pertanyents al Partit Socialdemòcrata de Finlàndia, i es convertí en una de les primeres dones electes al Parlament de Finlàndia. Va ser elegida sent militant del Partit Finlandès.